# Golden (Colorado)
Golden ist eine Stadt im Jefferson County im US-Bundesstaat Colorado, Vereinigte Staaten von Amerika, und Sitz der County-Verwaltung. Das U.S. Census Bureau hat bei der Volkszählung 2020 eine Einwohnerzahl von 20.399 ermittelt.
Golden gehört zum Großraum Denver und ist von dort etwa 25 km entfernt. Benannt wurde die Stadt nach dem Goldsucher Thomas L. Golden.
Golden City, wie die Stadt damals hieß, wurde während des Pikes Peak Goldrausches am 16. Juni 1859 gegründet und war 1860–1861 die Hauptstadt des Jefferson-Territoriums und 1862–1867 Hauptstadt des Colorado-Territoriums. Erst 1867 wurde der Sitz der Regierung des Territoriums in die rund 20 km weiter östlich liegende Stadt Denver verlegt.
Die Colorado School of Mines und die Coors Brewing Company befinden sich in Golden. Die Stadt ist auch die Geburtsstätte von Jolly Rancher, einer Süßwarenmarke, die zwischenzeitlich durch die Hershey Company aufgekauft wurde. Der berühmte Western-Unterhaltungskünstler William F "Buffalo Bill" Cody ist auf dem nahegelegenen Lookout Mountain begraben.
Das größte Erdbeben-Informationszentrum der Vereinigten Staaten, das National Earthquake Information Center (NEIC) hat seinen Sitz in Golden. Es stellt die Stärke von Erdbeben weltweit fest und benachrichtigt Regierungen, Agenturen, Wissenschaftler und die Allgemeinheit rund um die Uhr. Das Colorado Railroad Museum und das National Renewable Energy Laboratory sind ebenfalls in Golden beheimatet.

## Geographie
Goldens geographische Koordinaten sind 39° 45′ N, 105° 13′ W (39,746837, −105,210911). Nach den Angaben des United States Census Bureaus hat die Stadt eine Fläche von 23,3 km2, die ausschließlich auf Land entfallen.
Golden liegt am Clear Creek an den östlichen Ausläufern der Front Range der Rocky Mountains. Innerhalb des Stadtgebietes befinden sich North und South Table Mountain, Mount Zion, Lookout Mountain und Clear Creek. Mount Zion ist aufgrund des großen weißen M deutlich sichtbar, das für die Colorado School of Mines steht.
Golden befindet sich weitgehend direkt nördlich der Interstate 70, an die Golden über den U.S. Highway 6 angebunden ist. Der Colorado State Highway 470 hat seinen Anfangspunkt in Golden. Außerdem führen der U.S. Highway 40 und die Colorado State Highways CO 58 und CO 93 durch die Stadt.
Golden ist heute ein westlicher Vorort von Denver, zu dessen Metropolgebiet die Stadt gehört. Die Stadt soll im Rahmen des FasTracks-Projektes zum Endpunkt einer neuen Stadtbahnlinie werden.

## Geschichte
Während des Goldrausches gegründet, wurde Golden rasch zu einem wirtschaftlichen und politischen Zentrum der Region und zum Umschlagsort für den Handel zwischen den Goldgräbersiedlungen und dem Osten. Ende 1860 wurde bei einer Volksabstimmung zum County Seat des provisorischen Jefferson-Territoriums. Obwohl die Stadt während des Sezessionskrieges einen Großteil ihrer Bevölkerung und ihrer führenden Bewohner einbüßte – was unter anderem auf wirtschaftliche und militärische Gründe zurückzuführen ist – wurde Golden 1862 Hauptstadt des Colorado-Territoriums und blieb es bis 1867. Zu bestimmten Zeitpunkten gab es vier Getreidemühlen, fünf Schmelzhütten, die erste Eisenbahnstrecke in die Berge Colorados, die Coors Brewery, Ziegelwerke, die damals einzige Papierfabrik westlich von Missouri, Gruben für Ton und Kohle und andere Betriebe. Die Zeitung Golden Transcript wurde 1866 gegründet. Während der 1870er Jahre entstanden drei höhere Bildungseinrichtungen, die Colorado University Schools, von denen heute noch die Colorado School of Mines besteht. In Golden bestanden auch ein Opernhaus und sieben Kirchen, darunter mit einer Kirche der Methodisten das historisch dritte Kirchengebäude Colorados, die älteste Kirche der Baptisten, ebenso die ersten Kirchenbauten der Disciples of Christ und auch der Lutheraner, die von schwedischen Einwanderern gebaut wurde. In der Stadt existierten nennenswerte Gemeinschaften deutscher, schwedischer, italienischer und chinesischer Einwanderer, fünf von ihnen wurden später Bürgermeister von Golden.
Bis zum Beginn des 20. Jahrhunderts blieb Golden eine Kleinstadt mit etwa 2500 Einwohnern. Mehrere Industriezweige gingen ein oder wurden durch tragische Ereignisse ausgelöscht, andere hingegen florierten, darunter die Brauerei, die Ziegelwerke, der Abbau von Ton und die Porzellanindustrie. Golden wurde durch zwei Trolleybuslinien an den öffentlichen Personennahverkehr Denvers angeschlossen und ein Kino ersetzte das Opernhaus. In den 1920er Jahren begannen erste Bemühungen der Stadterneuerung. Die historische kulturelle Spannung zwischen dem Norden und dem Süden der Stadt baute sich ab und der Stadt gelang die Überwindung des Silbercrashs von 1893 und der Weltwirtschaftskrise. Die School of Mines erlangte einen weltweit anerkannten akademischen Ruf; Coors wurde zu einem führenden Unternehmen in der Brau- und in der Keramikindustrie.
Nach dem Zweiten Weltkrieg boomte Golden. Die Bevölkerung und Wirtschaft wuchs stark an. Im Jahr 1959 verdreifachte sich die Ausdehnung der Stadt, da große Gebiete im Süden eingemeindet wurden, darunter der neue Themenpark Magic Mountain. Eine Reihe neuer Stadtteile entstand und die öffentliche Infrastruktur wurde modernisiert. Es entstanden Neubauten für Senior Highschool, Rathaus, Bibliothek, Museum, Hauptfeuerwache und Polizeipräsidium. Auch wurden Kaufhäuser und Lebensmittelmärkte errichtet. Die Ölkrise und der fast zeitgleiche Zusammenbruch mehrerer Kaufhäuser im Stadtzentrum führte zu Beginn der 1980er zu einer Rezession. 1993 wurde das alte Schulgebäude der Golden High School in das American Mountaineering Center umgewandelt. Die Coors Brewery entwickelte sich zur weltweit größten Einzelbrauerei, das Tochterunternehmen CoorsTek zu einem der führenden Unternehmen der Porzellanindustrie.

## Kultur
Golden ist Heimat des Jefferson Symphony Orchestra, das seit 1953 regelmäßig im Bunker Auditorium im Green Center der Colorado School of Mines auftritt. Eine Kunstausstellung befindet sich in der historischen First Presbyterian Church of Golden and Unger House. Es gibt zwei Theatergruppen in der Stadt; eine davon besteht seit 1986 und tritt in der Heritage Square Music Hall auf. Die zweite Gruppe spielt seit 2001 im Miners Alley Playhouse im Zentrum von Golden.
Außerdem gibt es mehrere Museen in der Stadt, darunter sind Rocky Mountain Quilt Museum, Colorado Railroad Museum, Colorado School of Mines Geology Museum, Bradford Washburn American Mountaineering Museum, Golden History Center, Astor House Hotel Museum sowie der Clear Creek History Park.
In Golden finden mehrere jährlich wiederkehrende Veranstaltungen statt, darunter seit 1927 die E-Days of the Colorado School of Mines in April, seit 1971 bzw. 1972 zwei Feuerwerke zum Unabhängigkeitstag, seit 1990 jeweils im August ein Kunstfestival, sowie seit 1978 jeweils im September stattfindende Goldenfest und seit 1972 ein Weihnachtsmarkt im November und Dezember. Die größte Veranstaltung findet seit 1946 Ende Juli statt, die Buffalo Bill Days.
Das American Mountaineering Center beherbergt den American Alpine Club und The Colorado Mountain Club. Die Henry S. Hall, Jr. American Alpine Club Library und die Colorado Mountain Club Collection sind das weltweit größte Repositorium für Literatur über das Bergsteigen.

## Verwaltung
Golden ist eine als Home Rule Municipality organisierte City. Sie wird durch den Stadtrat und einen Stadtdirektor geführt. Der siebenköpfige, direkt gewählte Stadtrat besteht aus dem von der ganzen Stadtbevölkerung gewählten Bürgermeister, zwei Mitgliedern, die jeweils einen district repräsentieren sowie vier weiteren Mitgliedern, die jeweils einen ward vertreten, wobei jeweils zwei wards einen der beiden districts bilden. Der Stadtrat stellt den Stadtdirektor an und kontrolliert diesen. Dem Stadtdirektor unterliegt die tägliche Routine der Stadtverwaltung; er ist Leiter der Stadtverwaltung und führt deren Mitarbeiter.
Golden war eine der ersten auf diese Weise selbstverwalteten Städte in Colorado. Seit 1860 wird die Zusammensetzung des Stadtrates regelmäßig durch Wahlen bestimmt.

## Verkehr

### Städtisches Straßennetz
Der Großteil der städtischen Straßen sind an dem historischen Straßengitter ausgerichtet. Dieses orientiert sich am Lauf des Clear Creeks von Nordwesten nach Südosten. Die meisten dieser Straßen haben eine Breite von 20 m einschließlich der Gehwege, die in den älteren Teilen der Stadt durch einen Grünstreifen mit hochgewachsenen Bäumen von der Fahrbahn getrennt sind. Die einzige Straße, die nicht als "street" benannt wurde, ist die Hauptdurchgangsstraße, die 25 m breite Washington Avenue, die von Bäumen und verzierten Laternen gesäumt ist. Goldens Straßen sind nummeriert, sofern sie von Osten nach Westen verlaufen und die von Norden nach Süden verlaufenden Straßen tragen die Namen von Pionieren, von Indianerstämmen und von Bäumen. Im südöstlichen Teil der Stadt sind die Straßen auf das Gitternetz von Denver ausgerichtet. Sie folgen demnach genau den Himmelsrichtungen und tragen auch die Namen, den diese Straßen im Stadtgebiet von Denver tragen. Stadtteile in den Außenbezirke haben ihre eigenen, oft kurvigen Straßenverläufe, die zu einem unterschiedlichen Grad mit dem Rest der Stadt verbunden sind. Mehrere der Durchgangsstraßen gehen auf die Tage des Goldrausches zurück, darunter West 44th Avenue, West 32nd Avenue und South Golden Road.

### Highways
Golden liegt seit Beginn seines Bestehens am Kreuzungspunkt von wichtigen Durchgangsstraßen. Die Interstate 70 führt durch den südlichen Teil der Stadt. Dort beginnt auch der in südliche Richtung verlaufende Colorado State Highway 470. Der 1950 erbaute Colorado State Highway 6 verläuft in Ost-West-Richtung durch den Süden Goldens, bevor sie nach Norden abbiegt und durch den Westen der Stadt zum Clear Creek Canyon führt. Colorado State Highway 93, dessen Anfänge bis in die 1860er Jahre zurückreichen, führt nordwärts in Richtung Boulder. Colorado State Highway 58 teilt Golden zwischen 6th und 7th Streets in Ost-West-Richtung und führt ebenfalls den Clear Creek Canyon hinauf. West Colfax Avenue, der historische State Highway 40 verläuft von Nordosten nach Südwesten durch den Süden der Stadt und verläuft parallel zur I-70 nach Westen durch den Mt. Vernon Canyon.

### Bus- und Eisenbahnverkehr
Die Stadt Golden ist dem öffentlichen Personennahverkehrsnetz angeschlossen, das Omnibus- und Stadtbahnverbindungen in der Metropolregion Denver anbietet. Die Buslinien 16, 16L, 17, 44L und GS verbinden die Stadt mit Denver und Boulder. Eine Stadtbahnlinie entlang der 6th Avenue nach Golden zur Endhaltestelle am Jefferson County Government Center ist im Bau. Seit 1870 ist Golden an das Eisenbahnnetz angeschlossen. Heute werden allerdings keine Personen mehr befördert, sondern die BNSF transportiert nur noch Güter für Industrie, Handel und Gewerbe im Nordosten der Stadt. Auch die Coors Brewery ist an das Eisenbahnnetz angeschlossen und betreibt auf dem Firmengelände ihre eigene Eisenbahn. Eine Schmalspurbahn für Touristen fährt am Heritage Square ab.

### Luftverkehr
Der nächste Flugplatz ist der nahegelegene Rocky Mountain Metropolitan Airport im Nordosten des Jefferson Countys, allgemein wird von Flugpassagieren jedoch der Denver International Airport im Nordosten der Stadt Denver genutzt.

## Demographie

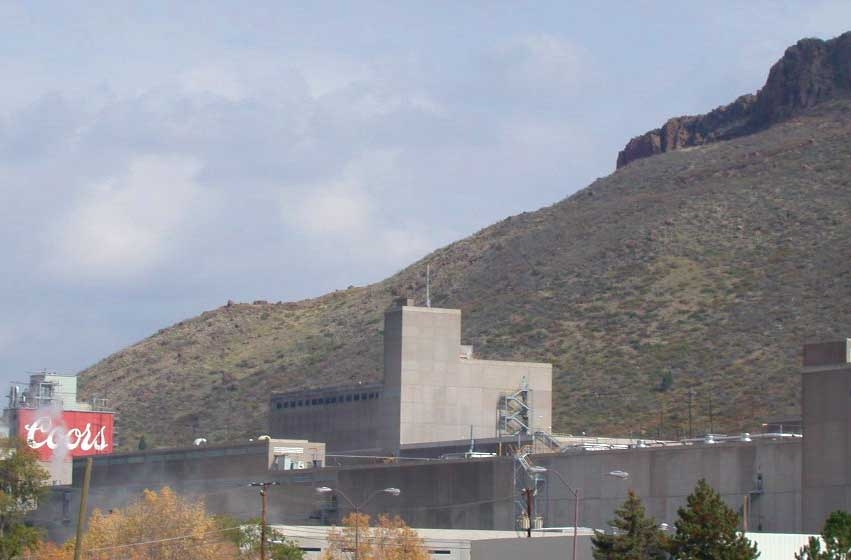
Coors Brewery in Golden, Colorado

Zum Zeitpunkt des United States Census 2000 bewohnten Golden 17.159 Personen. Die Bevölkerungsdichte betrug 735,3 Personen pro km2. Es gab 7146 Wohneinheiten, durchschnittlich 306,2 pro km2. Die Bevölkerung Goldens bestand zu 90,66 % aus Weißen, 1,03 % Schwarzen oder African American, 1,05 % Native American, 2,99 % Asian, 0,06 % Pacific Islander, 1,98 % gaben an, anderen Rassen anzugehören und 2,24 % nannten zwei oder mehr Rassen. 6,59 % der Bevölkerung erklärten, Hispanos oder Latinos jeglicher Rasse zu sein.
Die Bewohner Goldens verteilten sich auf 6877 Haushalte, von denen in 26,4 % Kinder unter 18 Jahren lebten. 44,7 % der Haushalte stellten Verheiratete, 8,8 % hatten einen weiblichen Haushaltsvorstand ohne Ehemann und 43,1 % bildeten keine Familien. 29,5 % der Haushalte bestanden aus Einzelpersonen und in 5,9 % aller Haushalte lebte jemand im Alter von 65 Jahren oder mehr alleine. Die durchschnittliche Haushaltsgröße betrug 2,31 und die durchschnittliche Familiengröße 2,85 Personen.
Die Bevölkerung verteilte sich auf 20,3 % Minderjährige, 16,9 % 18–24-Jährige, 33,4 % 25–44-Jährige, 21,4 % 45–64-Jährige und 8,0 % im Alter von 65 Jahren oder mehr. Das Durchschnittsalter betrug 33 Jahre. Auf jeweils 100 Frauen entfielen 120,2 Männer. Bei den über 18-Jährigen entfielen auf 100 Frauen 118,7 Männer.
Das mittlere Haushaltseinkommen in Golden betrug 49.115 US-Dollar und das mittlere Familieneinkommen erreichte die Höhe von 67.414 US-Dollar. Das Durchschnittseinkommen der Männer betrug 41.822 US-Dollar, gegenüber 32.413 US-Dollar bei den Frauen. Das Pro-Kopf-Einkommen belief sich auf 25.257 US-Dollar. 11,3 % der Bevölkerung und 3,5 % der Familien hatten ein Einkommen unterhalb der Armutsgrenze, davon waren 6,4 % der Minderjährigen und 7,6 % der Altersgruppe 65 Jahre und mehr betroffen.

## Bildung
Golden, in dem sich die historisch zweite Schule Colorados befand, gehört heute zum Jefferson County R-1 School District. In der Stadt gibt es drei Elementary Schools, Mitchell, Shelton und Ralston, sowie die Bell Middle School und die Golden High School. Die Colorado School of Mines ist eine der ältesten öffentlichen Einrichtungen der höheren Bildung im Bundesstaat; ihr Campus liegt im Herzen der Stadt.

## Sport
Sportler der Golden High School nehmen an Mannschafts- und Einzelsportarten teil, die Anfänge der Footballabteilung reichen bis in die 1890er Jahre zurück. Die Colorado School of Mines nimmt an Wettbewerben in der NCAA Division II teil, darunter im Football (seit 1888), Baseball und Basketball. Am Clear Creek befindet sich eine landesweit bekannte Kajakstrecke. Gelegenheiten zum Klettern und Wandern, zum Mountainbikefahren und zum Gleitschirmenfliegen bestehen in der näheren Umgebung der Stadt. Bislang kamen aus Golden drei Baseballspieler der Major League Baseball sowie zwei Medaillengewinner bei Olympischen Spielen.

## Söhne und Töchter der Stadt
- Maurice Crowther Hall (1881–1938), Parasitologe
- John Vivian (1887–1964), Politiker und von 1943 bis 1947 Gouverneur Colorados
- Shayla LaVeaux (* 1969), Pornodarstellerin und -produzentin
- Patrick Ryan Anderson (* 1987), Schauspieler
- Lindsey Horan (* 1994), Fußballspielerin